# Campus Sur (Universidad de Guanajuato)

## Antecedentes
Desde agosto de 2007 hasta julio de 2009 el Campus Sur de la Universidad de Guanajuato en Yuriria tuvo temporalmente sus oficinas operando en las instalaciones de la Preparatoria Federal por Cooperación "Lázaro Cárdenas", 
Prolongación 5 de Mayo #23, C.P. 38940 Yuriria, Gto. México (para localizar esta ubicación haga clic aquí). 
A partir de julio del 2009, la Sede Yuriria del Campus Irapuato-Salamanca se cambió a sus nuevas instalaciones ubicadas en el Campus recién construido en la carretera Yuriria-Salvatierra a la altura de Santiaguillo. 
La inauguración formal de las instalaciones ocurrió el 25 de noviembre de 2009.

## Departamento de Estudios Multidisciplinarios
A partir de octubre de 2008 el Campus del Sur cambió su nombre por Departamento de Estudios Multidisciplinarios, el cual pertenece a la División de Ingenierías del Campus Irapuato-Salamanca. Actualmente en la Sede Yuriria se ofertan los siguientes Programas Educativos:
Licenciaturas:

- Ingeniería en Comunicaciones y Electrónica
- Ingeniería en Sistemas Computacionales
- Gestión Empresarial
- Enseñanza del Inglés

Posgrados:
- Maestría en Ingeniería Electrónica Aplicada (Programa reconocido en el PNPC de CONACYT)
- Maestría en Administración de Tecnologías

## Contacto
Teléfono +52.4454589040 ext. 1710.
- Página del Departamento de Estudios Multidisciplinarios. Archivado el 26 de diciembre de 2019 en Wayback Machine.
- Página de la Universidad de Guanajuato.
- Wikimedia Commons alberga una categoría multimedia sobre Campus Sur.

- Datos: Q5746040
- Multimedia: Campus Sur (Universidad de Guanajuato) / Q5746040